# Itinerarium

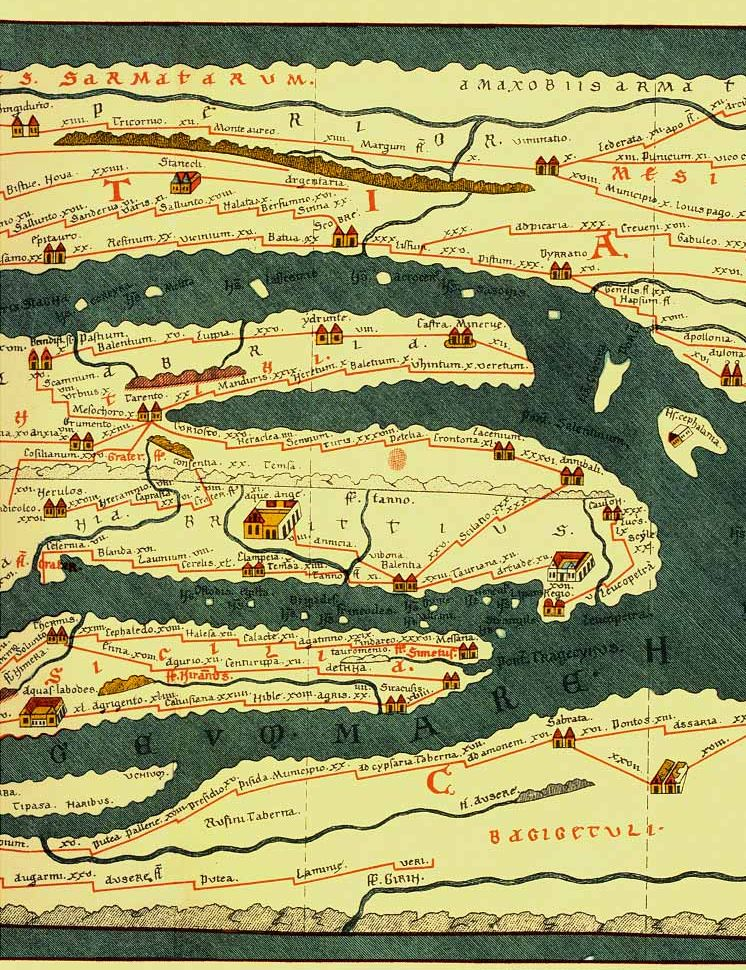
Tabula Peutingeriana.

Itinerarium  (plural:  itineraria , que en llatí vol dir Itinerari) és una descripció dels camins de l'Antiga Roma que de vegades tenia forma de gràfic, com era el cas de tot el món conegut plasmat en el Mapa d'Agripa avui desaparegut però del que en queden àmples referències. L'únic exemple que ha sobreviscut en forma de mapa és la Tabula Peutingeriana, encara que se'n conserven molts altres en forma de llistes de ciutats i distàncies sobre una via romana. D'aquest últim tipus, el més important és l'itinerari d'Antoní o el "stadiodromikon".
El terme també s'aplicava a les guies medievals escrites per viatgers, de les quals la majoria són descripcions de peregrinacions a Terra Santa.

## Itinerari
Més modernament, un itinerari és la descripció d'una ruta, camí o recorregut, que inclou mencions als llocs, parades i accidents que poden trobar al llarg d'ell. L'itinerari, d'altra banda, també és la ruta que se segueix per arribar a un lloc (o diferents llocs) durant un viatge o unes vacances: " En Mique va definir tan malament l'itinerari, que ens hem quedat sense conèixer els museus més importants de la ciutat durant el nostre viatge ".Re sumint, itinerari es pot referir doncs tant a la descripció d'una ruta, un camí, un recorregut, com al trajecte que se segueix per arribar a un lloc determinat, en si mateix.

## Directrius de ruta o recorregut
A més a més dels conceptes esmentats, es donen "directrius de ruta" (en anglès: directions) a certs tipus de taulells d'informació (per exemple: els de les cases de lloguer de cotxes), ja que es considera que al client se li ha de brindar orientació per tal d'evitar o reduir costos a l'hora de traslladar-se d'un lloc a un altre, fet que és important tenint en compte el temps que pot perdre l'individu professional en la presa de decisions per triar la ruta correcte sense perdre's. Cal dir que amb la proliferació del GPS portàtil, el Google maps o el GPS per mòbil, aquestes directrius ja no són tant importants (tot i que el GPS, tanmateix, no sempre dona la millor ruta). Amb l'arribada d'Internet, aquestes "directrius de recorregut" s'han informatitzat i estès a altres camps, com ara el del transport públic, així es pot donar aquest nom tant a un mapa que mostra el recorregut emprant el tren, el Metro o l'autobús com la descripció d'aquest recorregut, (el "Vull anar" en seria una mostra).